# Parameterskattning
Inom statistiken, är en parameterskattning en funktion av observerad data som används för att uppskatta en okänd parameter; en skattning av en parameter är alltså att systematiskt med hjälp av observationer eller mätdata av den givna parametern, göra en uppskattning av den sökta parametern. Det är möjligt att skapa fler olika skattningar för en given parameter. Ett exempel på en skattning är medelvärdet som man bildar genom att summera antalet mätdata och sen dividera resultatet med antalet sådana.